# Dornier Do 335 Pfeil
Dornier Do 335 Pfeil je bilo nemško lovsko letalo druge svetovne vojne, ki je bilo eno najmanj izdelanih letal, ki so bili v operativni uporabi.
Izdelanih je bilo 14 prototipov, 11 enosedežnih lovcev in dva šolska dvosedežna lovca.
Do 335 je bil najhitrejši dvomotorni lovec druge svetovne vojne, zahvaljujuč inovativnemu konstrukcijskemu pristopu, saj sta bila oba motorja vgrajena v trup letala. Konstrukcijska posebnost je zagotavljala majhen prečni profil, s tem nižji zračni upor in večjo hitrost letala.

## Različice
Do 335 A
- - A-1 lovec
  - A-4 neoborožen izvidnik z velikim dosegom
  - A-6 nočni lovec dvosed
  - A-10/A-12 šolski dvosed
- Do 335 B
  - B-1 lovec
  - B-2 težki lovec z dodatno oborožitvijo
  - B-3
  - B-4 višinski lovec
  - B-5 šolski dvosed
  - B-6 nočni lovec dvosed